# 卵葉青蘚
卵葉青蘚（学名：Brachythecium rutabulum）为真蘚科青蘚屬下的一个种。

## 扩展阅读
- 維基物種上的相關：卵葉青蘚